# 25時、赤坂で
『25時、赤坂で』（にじゅうごじ あかさかで）は、夏野寛子による日本のボーイズラブ漫画。『号外 on BLUE』（祥伝社）2nd Season Vol.8（2017年11月25日発売）より連載を開始し、『on BLUE』（同）に移籍しVol.34（2018年4月25日発売）より連載中。
累計130万部超え、「BLアワード2023」ではBEST シリーズ部門とBEST BLCD部門において1位をダブル受賞した。
2024年4月より、実写ドラマがテレビ東京の「木ドラ24」枠にて放送された。

## あらすじ
新人俳優の白崎由岐はオーディションに合格し、大学の先輩で人気俳優の羽山麻水が主演を務めるBLドラマ「昼のゆめ」の相手役に抜擢される。初めての同性愛ドラマでゲイ役を演じる白崎は不安と戸惑いが募るしかない中、羽山から“役作りのための恋人関係”を結ばないかと提案される。

## 登場人物
白崎 由岐（しらさき ゆき）
新人若手俳優。BLドラマ「昼のゆめ」の主人公の相手役に抜擢される。ゲイ役の芝居のために男性と性的関係を結びたいことを、大学時代の先輩でもある共演者の羽山に打ち明ける。
羽山 麻水（はやま あさみ）
超人気俳優。大学時代の後輩でもある白崎に、共演することになったBLドラマの役作りのための恋人関係を自身と結ぶことを提案する。
三原 望（みはら のぞむ）
羽山の友人。
明野（あけの）
羽山の女性マネージャー。
佐久間 はじめ（さくま はじめ）
若手中堅俳優、BLドラマ「昼のゆめ」出演者。
山瀬 一真（やませ かずま）
舞台出身俳優、BLドラマ「昼のゆめ」出演者。佐久間と同じ事務所に所属する後輩。
篠田（しのだ）
白崎の男性マネージャー。

## 書誌情報
- 夏野寛子『25時、赤坂で』 祥伝社〈on BLUEコミックス〉、既刊5巻（2024年6月現在）
  1. 2018年11月24日発売[5]、ISBN 978-4-396-78465-2
  2. 2020年2月25日発売[5]、ISBN 978-4-396-78501-7
  3. 2021年5月25日発売[5]、ISBN 978-4-396-78524-6、特装版：ISBN 978-4-396-78525-3
  4. 2022年12月23日発売[5]、ISBN 978-4-396-78556-7、特装版：ISBN 978-4-396-78557-4
  5. 2024年6月25日発売[5]、ISBN 978-4-396-78586-4、特装版：ISBN 978-4-396-78587-1

## ドラマCD
2025年4月現在5作あり、フィフスアベニューより発売された。
- 1. 2020年12月16日発売[7]
  2. 2022年3月16日発売[8]
  3. 2023年1月25日発売[9]
  4. 2023年11月22日発売[10]
  5. 2025年4月23日発売[11]

### キャスト
- 白崎由岐：斉藤壮馬[7][8][9][10][11]
- 羽山麻水：佐藤拓也[7][8][9][10][11]
- 山瀬一真：古川慎[8][9][10][11]
- 佐久間はじめ：小松昌平[7][8][9][10][11]
- 三原望：福山潤[9][10]
- 篠田翔太：中村源太[7][8][9][11]
- 明野：相川奈都姫[7][8][9][10]
- 有紗：社本悠[7][8][9]

ドラマCD1出演
- 牧田：土田玲央[7]
- 監督：松田修平[7][8]
- ヘアメイク：大井麻利衣[7]
- スタッフ：伊藤ちゆり[7]
- 柏木：内野孝聡[7]
- ママ：岡本幸輔[7]

ドラマCD2出演
- スタッフ：岡野友佑、三上由理恵[8]
- 番組司会者：小林康介[8]
- プレゼンター：小針彩希[8]

ドラマCD3出演
- 原田：岡本幸輔[9]
- 若手役者：白石兼斗[9]
- 有紗の母：大井麻利衣[9]

ドラマCD4出演
- 麻水の母：三重野帆貴[10]
- 麻水の父：篠原彰宏[10][11]
- 麻水の姉：弘松芹香[10]
- 羽山紗代：葵あずさ[10]
- 由岐の父：陣谷遥[10]
- 白崎慶：観世智顕[10]

ドラマCD5出演
- 東堂剛：平林剛[11]
- 小沢碧：桑田直樹[11]
- アナベル・ヤン：長尾歩[11]
- マヤ：川上ひろみ[11]
- 監督：村上裕哉[11]
- スタッフ：中村太亮[11]

## テレビドラマ
2024年4月19日（18日深夜）から6月21日（20日深夜）まで、テレビ東京の「木ドラ24」枠にて放送された。主演は駒木根葵汰と新原泰佑。2025年10月期にはSeason2が放送予定。

### キャスト
羽山麻水〈28〉
演 - 駒木根葵汰（幼少期：高木波瑠）
白崎由岐〈26〉
演 - 新原泰佑
佐久間はじめ
演 - 宇佐卓真
山瀬一真
演 - 南雲奨馬
篠田翔太
演 - 橋本淳
明野圭
演 - 片山萌美
三原望
演 - 篠原悠伸
牧田大輔
演 - 福津健創
川田明日香
演 - 今川宇宙
麻水の母
演 - 雛形あきこ

### スタッフ
- 原作 - 夏野寛子『25時、赤坂で』（祥伝社 on BLUEコミックス）[1]
- 監督 - 堀江貴大、川崎僚
- 脚本 - 青塚美穂、阿相クミコ
- 主題歌 - 鯨木「赫赫」（ポニーキャニオン）[14]
- エンディングテーマ - Mel「東京ナイトロンリー」（HPI Records）[14]
- 音楽 - 坂本秀一[15]
- LGBTQ+インクルーシブディレクター - ミヤタ廉
- インティマシーコーディネーター - 西山ももこ
- プロデューサー - 江川智（テレビ東京）、千葉貴也（テレビ東京）、木村綾乃（The icon）、古林都子（The icon）
- 協力プロデューサー - 林志杰（GagaOOLala）
- 特別協力 - GagaOOLala
- 制作 - テレビ東京、The icon
- 製作著作 - 「25時、赤坂で」製作委員会

### 放送日程
| 話数   | 放送日  | サブタイトル                                  | 脚本       | 監督     |
| ------ | ------- | --------------------------------------------- | ---------- | -------- |
| 第1話  | 4月19日 | セックスの相手、俺じゃダメ?                   | 青塚美穂   | 堀江貴大 |
| 第2話  | 4月26日 | キスの続きは家で…二人だけの秘密の契約         | 青塚美穂   | 堀江貴大 |
| 第3話  | 5月03日 | 秘密のお家デート!?ダブルベッドで二人は…       | 阿相クミコ | 川崎僚   |
| 第4話  | 5月10日 | この特別な気持ちはドラマのため…それとも…!?    | 阿相クミコ | 川崎僚   |
| 第5話  | 5月17日 | 温泉街での泊まりロケ…禁断の三角関係スタート!? | 青塚美穂   | 川崎僚   |
| 第6話  | 5月24日 | ずっと忘れられない人                          | 青塚美穂   | 川崎僚   |
| 第7話  | 5月31日 | 一番きれいな思い出                            | 青塚美穂   | 堀江貴大 |
| 第8話  | 6月07日 | 僕たちの原点                                  | 阿相クミコ | 堀江貴大 |
| 第9話  | 6月14日 | 俺と寝てほしいんです                          | 青塚美穂   | 堀江貴大 |
| 最終話 | 6月21日 | さよなら、麻水さん                            | 青塚美穂   | 堀江貴大 |

### 放送局
| 放送期間                | 放送時間                     | 放送局         | 対象地域       | 備考                                |
| ----------------------- | ---------------------------- | -------------- | -------------- | ----------------------------------- |
| 2024年4月19日 - 6月21日 | 金曜 0:30 - 1:00（木曜深夜） | テレビ東京     | 関東広域圏     | 製作局                              |
|                         |                              | テレビ大阪     | 大阪府         |                                     |
|                         |                              | テレビ愛知     | 愛知県         |                                     |
|                         |                              | テレビせとうち | 岡山県・香川県 |                                     |
|                         |                              | テレビ北海道   | 北海道         |                                     |
|                         |                              | TVQ九州放送    | 福岡県         |                                     |
| 2024年4月24日 - 6月26日 | 水曜 0:00 - 0:30（火曜深夜） | BSテレ東       | 日本全域       | BS放送                              |
|                         |                              | BSテレ東4K     | 日本全域       | BS4K放送 / 4Kアップコンバートで放送 |

### ネット配信
| 配信開始月 | 配信サイト         | 配信料金     | 備考           |
| ---------- | ------------------ | ------------ | -------------- |
| 2024年4月  | ネットもテレ東     | 広告付き無料 | 見逃し配信     |
| 2024年4月  | TVer               | 広告付き無料 | 見逃し配信     |
| 2024年4月  | U-NEXT             | 定額制有料   | 独占見放題配信 |
| 2024年4月  | Amazon Prime Video | 定額制有料   | 独占見放題配信 |
| 2024年4月  | GagaOOLala         | 定額制有料   | 独占見放題配信 |

| テレビ東京系列 木ドラ24                           | テレビ東京系列 木ドラ24                  | テレビ東京系列 木ドラ24                                                   |
| 前番組                                            | 番組名                                   | 次番組                                                                    |
| ------------------------------------------------- | ---------------------------------------- | ------------------------------------------------------------------------- |
| 痛ぶる恋の、ようなもの （2024年3月8日 - 3月29日） | 25時、赤坂で （2024年4月19日 - 6月21日） | 量産型リコ -最後のプラモ女子の人生組み立て記- （2024年6月28日 - 8月30日） |